# Пустеля (фільм)
«Пусте́ля» — український фільм, знятий 1991 року на Одеській кіностудії.

## Сюжет
Історія життя Ісуса Христа, його роль у духовному житті людства, взаємовідносини з Юдою, відносини з владою — будуються на біблейних мотивах і версіях оповідань Леоніда Андрєєва «Юда Іскаріот» та «Еліазар».

## Актори
- Маіс Саркісян
- Олександр Станілов
- Микола Пастухов — Іоанн
- Володимир Шелков
- Олексій Якубов
- Олександр Хочинський
- Антон Сичов
- Денис Макродченко
- Ігор Старков
- Анатолій Сливников — апостол Петро
- Сергій Русскін — Левій (Матвій)
- Євген Полинчук
- Ігор Божко
- Леонід Заславський
- Абдумалік Хамдамов
- Ігор Спіцин
- Олександр Трофимов
- Михайло Бірбраєр
- Валентин Козачков — первосвященик Каяфа
- Галина Стрижак та ін.

## Знімальна група
- Режисер-постановник і сценарист — Михайло Кац
- Головний оператор — Валерій Махньов
- Головний художник — Олег Іванов
- Композитор — Гія Канчелі
- Монтаж — Юлія Бовжученко
- Звук — Юхим Турецький
- Костюми — Галина Уварова
- Грим — Наталя Ласкова
- Режисер — Валерій Биченков
- Режисерська група — Тетяна Бородіна, Ірина Готліб, Алла Дементьєва, Тетяна Скляр
- Операторська група — Олександр Карпенюк, Олексій Луканьов, Леонід Рівін
- Комбіновані зйомки — Сергій Лилов, Кирило Пуленко
- Декоратори — Наталя Квашина, Микола Поліщук, Петро Резвой
- Скульптор — Михайло Рева

## Нагороди
- 1991 — на кінофестивалі в Зарічному — Приз Професійного журі «За художню унікальність кінематографічної розробки масштабної історичної теми»
- 1991 — МКФ в Картахені — Гран-прі «Золота медаль»